# Håkanstorp
För orten i Västergötland, se Håkantorp.
Håkanstorp är ett bostadsområde i stadsdelen Norr i Malmö.
Området ligger mellan Sallerupsvägen och Industrigatan, öster om Scheelegatan. 
Håkanstorp uppstod som förstad 1905, långt utanför stadens dåtida gräns. Därefter har bebyggelse tillkommit under olika epoker: egnahemshus på 1920-talet, villor på 1960-talet, radhus på 1980-talet, samt flerfamiljshus på 1960-talet och 1990-talet. Fortfarande finns rester bevarade av ett litet, tätt bebyggt förstadsområde från tidigt 1900-tal. I kvarteren kring Danska vägen har en del av det reglerade egnahemsområdet från 1920-talet behållit sin ursprungliga karaktär. Köpekontrakten, som var lika för Rostorp och Håkanstorp, specificerade noga hur husen fick dimensioneras och placeras på tomten.
1932 bildades Håkanstorps BK.
I området finns Karlshögsskolan (F-3) samt Karlshögs Förskola. Håkanstorp är indelat i övre och nedre Håkanstorp. Nedre Håkanstorp är beläget inom Industrigatan–Danska vägen–Klubbegatan och Scheelegatan. 
Håkanstorp erhöll spårvägsförbindelse år 1924 genom tillkomsten av Malmö stads spårvägars linje 6, vilken ersattes med busstrafik år 1949.